# 殷铁生
殷铁生（1956年8月16日—），中国已退役足球运动员，足球教练。

## 职业生涯

### 运动员
- 1972年入选山东青年队
- 1974年入选国青队
- 1979年代表山东队获得第四届全运会男子足球冠军
- 1988年年底退役

### 教练
- 1994年到1997年率领济南泰山征战中国甲A联赛，并于1995年率队夺得中国足协杯。
- 1997年带领山东代表队参加第八届全运会男子足球比赛，以主教练身份再次获得全运会冠军。
- 1998年鲁能集团进驻济南泰山改名山东鲁能泰山，聘请韩国籍教练金正男但成绩不理想，殷铁生火线接管球队代理主教练并成功保级。
- 1999年底到2003年执教长春亚泰取得中国足球甲级联赛冠军一次，亚军一次。
- 2004年底到2005年执教中国国家青年足球队主教练， 带领球队取得了亚洲青年男子足球锦标赛亚军，法国土伦杯，击败巴西青年队取得季军。
- 2005年到2007年执教青岛中能。
- 2005年带领山东代表队参加第十届全运会男子足球比赛，再次获得全运会冠军。
- 2008年8月在最后时刻取代主教练杜伊科维奇出任执行教练，带领中国国奥队参加了北京奥运会。
- 2008年出任山东省足球代表队男子U20全运队主帅，备战2009年在山东举办的第十一届全运会。
- 2008年10月，殷铁生成为中甲球队烟台毅腾顾问，但未能挽回该队降级的命运。
- 2008年12月，出任中国国家队临时教练组组长，在2009年初的亚洲杯预选赛上一胜一负后卸任。
- 2009年出任山东省足球代表队男子U20全运队主教练，在山东举办的第十一届全运会取得季军。
- 2010年到2012年出任中国国家女子青年足球代表队主教练。
- 2015年到2016年执教山东女足，并取得全国女足锦标赛冠军。
- 2016年9月6日至2017年执教青岛中能。
- 2018年至2020年执教泰州远大，并在两年内率队完成了从中冠升入中乙，再从中乙升入中甲的“两连跳”。
- 2021年11月14日率领青岛中能提前两轮重返中甲联赛。
- 從青島海牛卸任後，殷铁生负责山东省全运队的备战工作。2024年11月27日下午，殷铁生率山東隊奪得第一届全国青少年三大球运动会男足决赛冠軍[1]。